# Dominio diviso
Il  dominio diviso era una teoria giuridica elaborata nell'ambito del diritto feudale e, in particolare, del feudo lombardo.
Con il dominio diviso si divideva la proprietà del feudo in due sottospecie molto spesso spettanti a persone differenti:
- Il dominium diretto definisce il diritto del soggetto che aveva la titolarità astratta del bene (il proprietario)
- Il dominium utile definisce il diritto del soggetto (vassallo nella maggior parte dei casi) che aveva il bene semplicemente in godimento ma di cui non era il proprietario.

Nel diritto medioevale erano frequenti i casi di enfiteusi.  Il tipico esempio era per le enormi estensione di terreni rinselvatichiti o paludosi finiti nella disponibilità delle grandi abbazie o di ecclesiastici che in genere affidavano i terreni ancora da bonificare a laici disposti a compiere gravosi lavori necessari per riadattarla ad usi agricoli.
Ma secondo la teoria del dominio diviso non è detto che il dominium diretto e il dominium utile siano di soggetti differenti poiché il proprietario potrebbe benissimo godere della cosa e di conseguenza detenere entrambi i dominia.
Il principale espositore di tale teoria fu Pillio da Medicina.